# Moskovskaya (Metro de Nizhni Nóvgorod)
Moskovskaya (en ruso: Московская) es una estación tanto de la Línea 1 como de la Línea 2 del Metro de Nizhni Nóvgorod. Fue una de las primeras seis estaciones en abrir en la línea el 20 de noviembre de 1985. También es la única estación que permite transferencias de una línea a otra. Los pasajeros también pueden trasladarse a la estación principal de trenes de Nizhni Nóvgorod. Además, la estación de metro Moskovskaya es un centro de transferencia a la estación del Tren de cercanías Nizhni Nóvgorod-Moskovski.
Hasta 2012, fue el término norte de la Línea 1 y, hasta la apertura de la estación Strelka en 2018, fue el término este de la Línea 2. Debido a que la línea se curva hacia el oeste después de Moskovskaya, sigue siendo la estación más al este de la línea.
Está en el distrito de la ciudad de Kanavino. El nombre proviene de la estación de tren Moskovsky.

## Historia
La construcción de la estación comenzó en 1977. La estación Moskovskaya se construyó de manera abierta, por lo que muchas carreteras y la plaza de la estación quedaron bloqueadas. La estación fue construida inmediatamente bajo la perspectiva de dos líneas, se convirtió en la más grande de la Unión Soviética y de la Rusia actual. Además de la propia estación, se construyó una extensa red de túneles en el acceso a ella. Algunos de ellos conectaron la estación de metro con la estación de tren Moskovski. El último túnel de este tipo se construyó en 2018 y conectaba la estación con los grandes almacenes centrales.
Durante la construcción de la estación, en 1984, los muros se derrumbaron en su foso matando a dos trabajadores de la brigada estudiantil. Este accidente sirvió como la aparición de una “leyenda urbana” sobre fantasmas que deambulaban por túneles y estaciones. Los trabajadores de la estación dijeron que habían escuchado sonidos extraños en los túneles: gemidos, crujir de hierro o el sonido de martillos neumáticos. Sin embargo, la gente es escéptica y cree que los sonidos extraños en los túneles son una consecuencia de la penetración y actividad de los “digger”.
La estación se inauguró el 20 de noviembre de 1985 como parte de la primera sección de lanzamiento del metro de Nizhni Nóvgorod “Moskovskaya - Proletarskaya”.
De 1985 a 1993, fue la estación terminal de la única Línea 1. Después de la apertura del primer tramo de la Línea 2 “Moskovskaya - Kanavinskaya”, se convirtió en definitivo para ella. Se organizó un movimiento de bifurcación en la estación: los trenes de la Línea 1 “dieron la vuelta” en la estación y continuaron su camino a lo largo de la línea Sormovskaya. El 4 de noviembre de 2012, después de la apertura de la estación Gorkovskaya, dejó de ser el término de la Línea 1. Y, después de la apertura de la estación Strelka, el 12 de junio de 2018, la estación dejó de ser el término de ambas líneas.

## Entradas e intercambios
La estación cuenta con dos vestíbulos subterráneos para la entrada y salida de pasajeros. La salida del pasillo suroeste conduce a un largo pasaje subterráneo hacia la estación de tren Moskovski y hacia la autopista de Moscú. A ambos lados de la estación hay escaleras y escaleras mecánicas. Desde el 4 de noviembre de 2012, la estación está ubicada en el puente de transferencia de la Línea 1 a la Línea 2. Una de las entradas está ubicada junto a la Plaza de la Revolución. Otra entrada a la estación se construyó en el edificio de los Grandes Almacenes Central.

## Cercano
- Moskovski Terminal de ferrocarril
- El departamento de transporte
- Grandes Almacenes Central
- Mebelny bazar Centro comercial
- Burger King
- KFC
- Vkusno i tochka (Ex McDonald's)
- Respublika Compra сentre
- Gordeevski Tienda de departamento
- Minin Universidad
- Universidad de Transporte de Ferrocarril
- Chkalov Centro comercial
- El Bazar Central

## Conexión

### Tren de cercanías Nizhni Nóvgorod
| #      | Línea       | Ruta                                                        | Número de estaciones |
| ------ | ----------- | ----------------------------------------------------------- | -------------------- |
| 1      | Sormovskaya | Nizhny Novgorod estación de ferrocarril - Pochinki          | 7                    |
| 2      | Priokskaya  | Nizhny Novgorod estación de ferrocarril - Prospekt Gagarina | 12                   |
| Total: |             |                                                             | 19                   |

## Galería

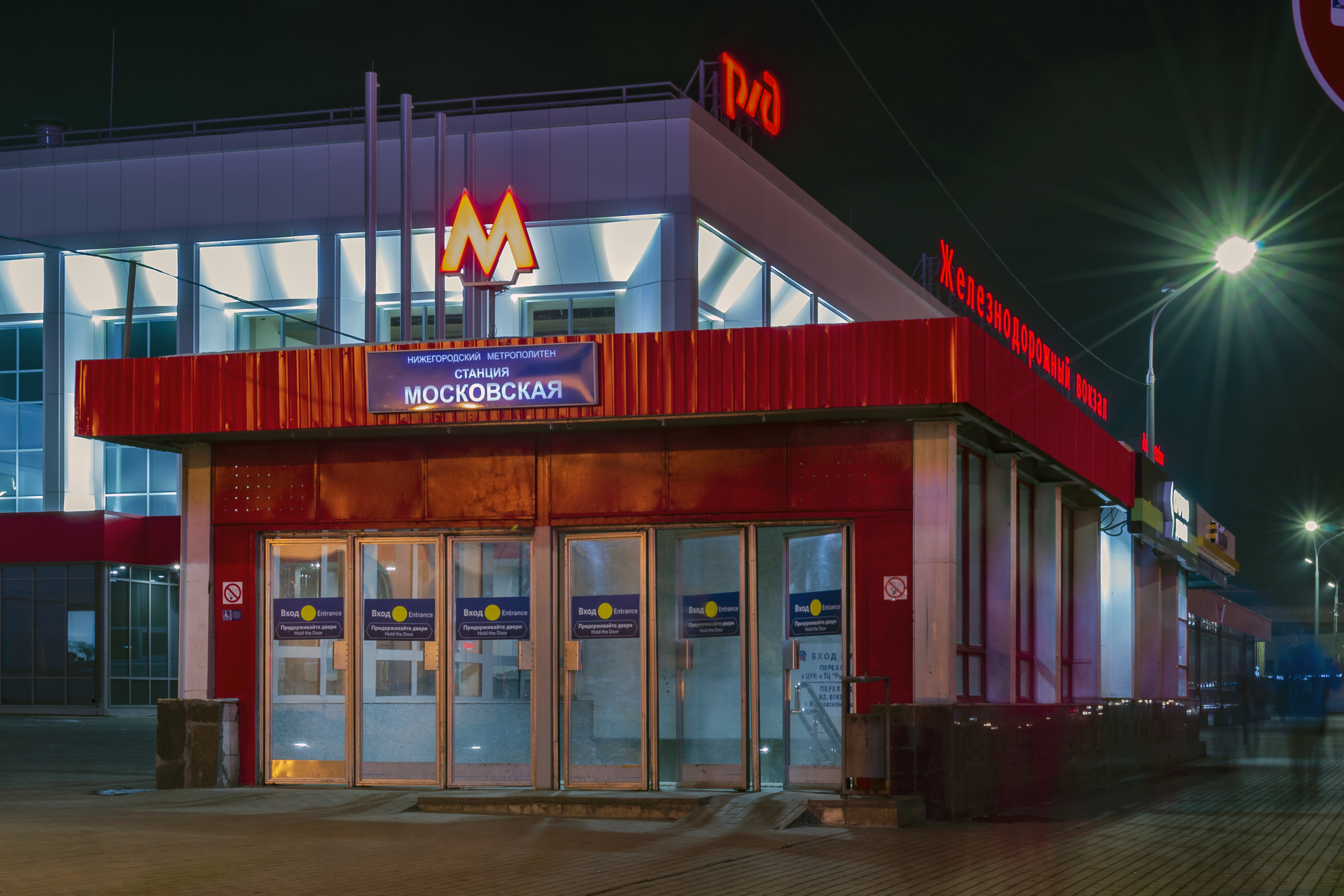
Entrada a la estación cerca de la estación de tren Moskovski.
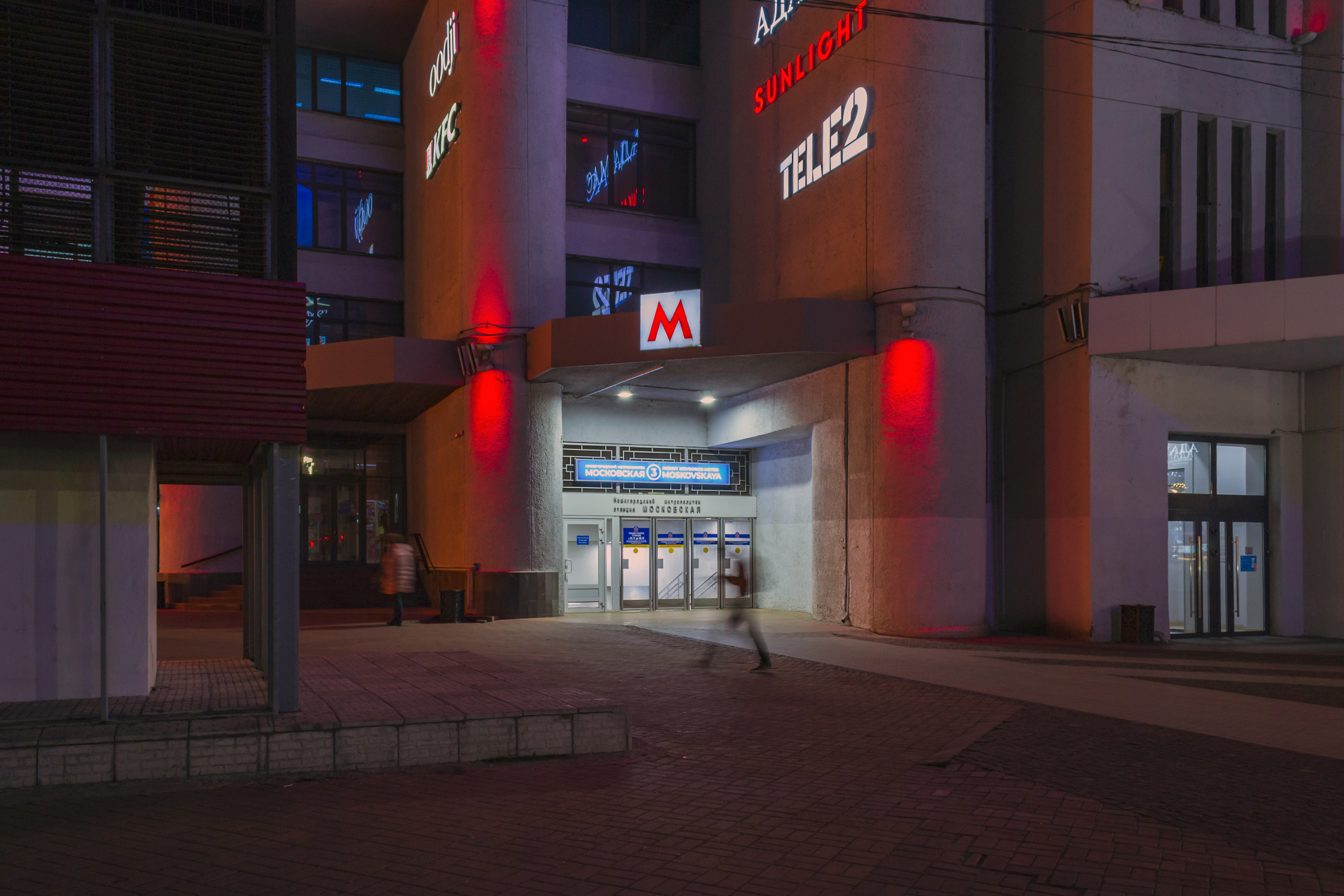
Entrada a la estación en el edificio de los Grandes Almacenes Central
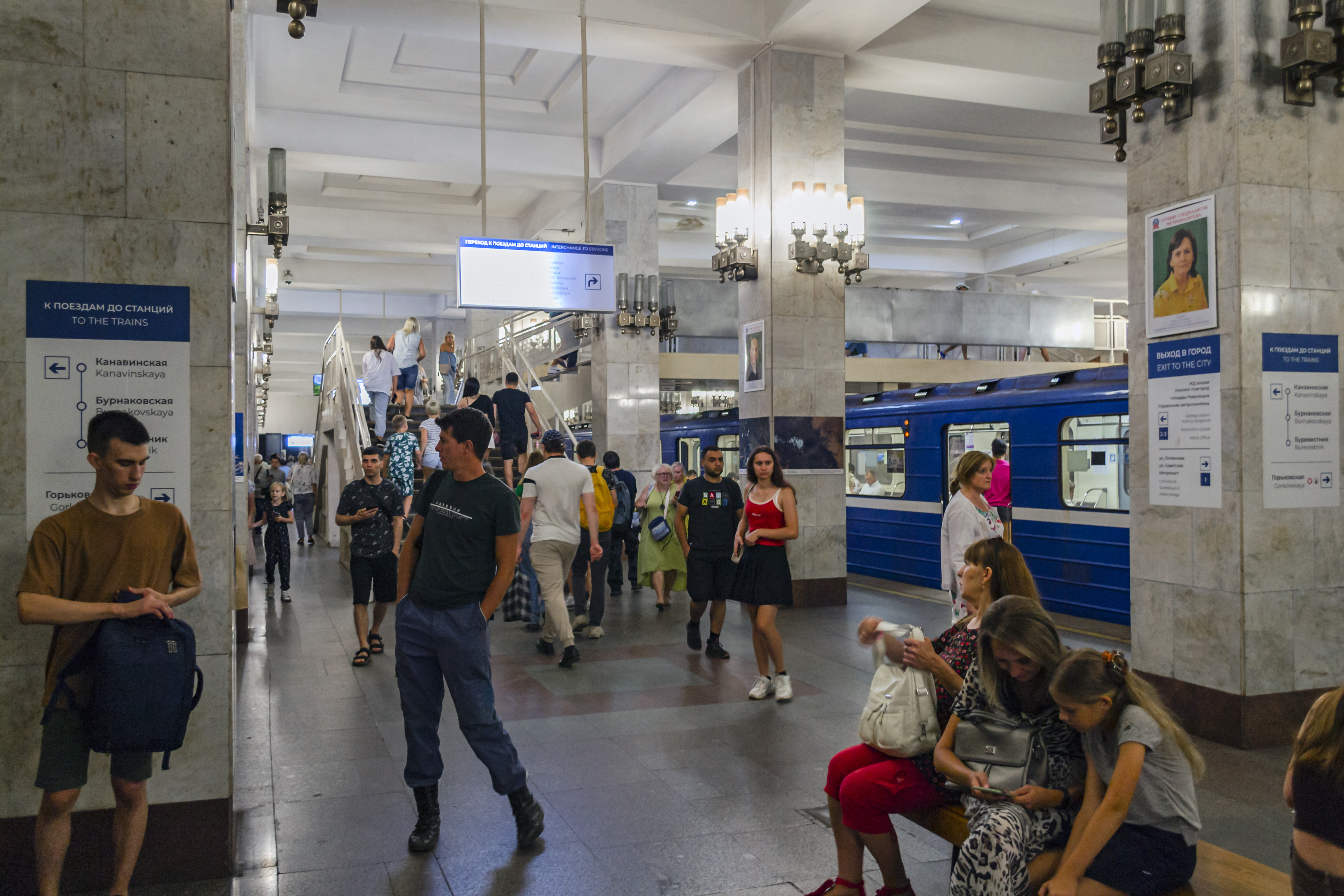
Hora punta en la estación
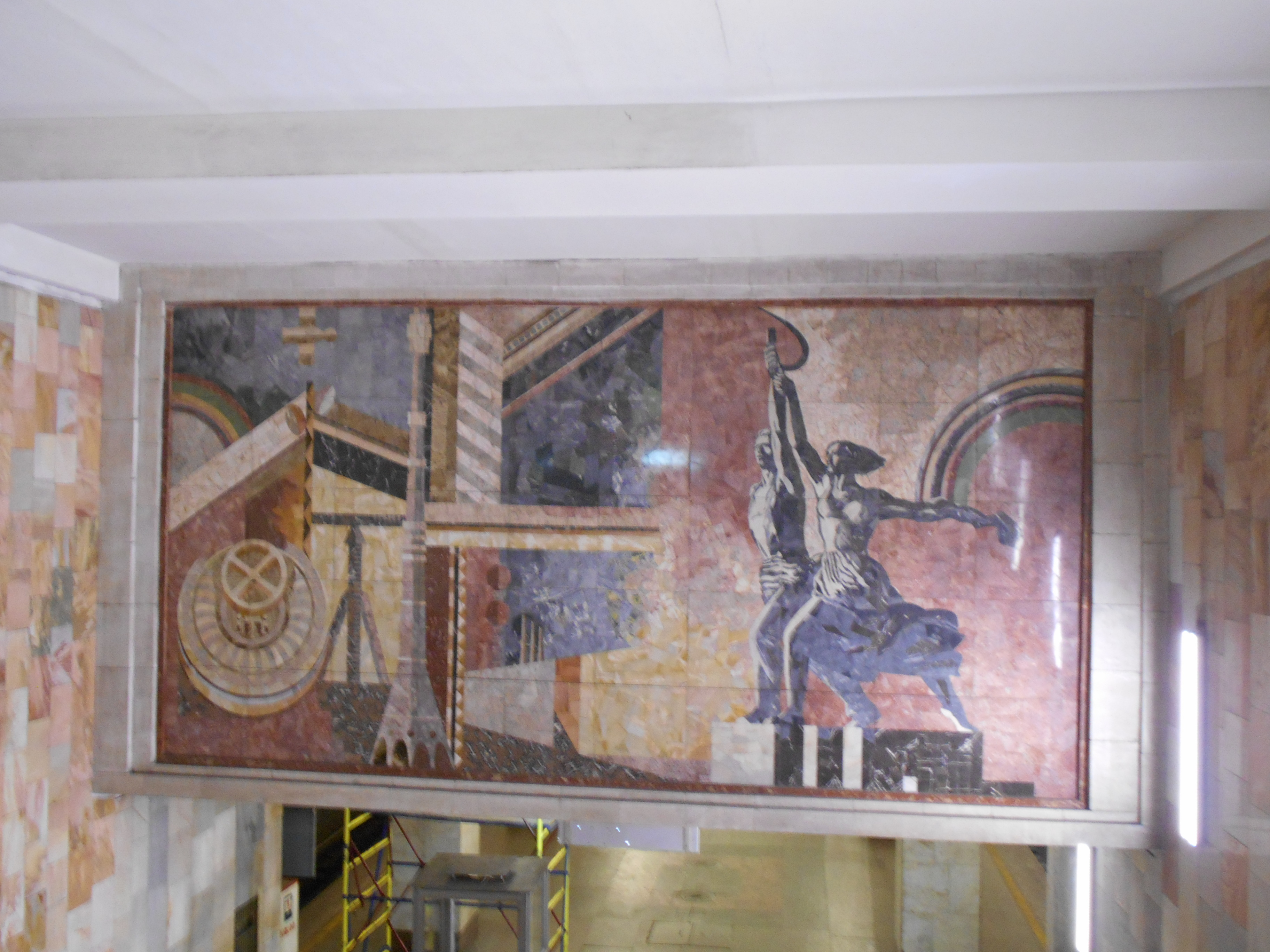
Panel sobre el descenso a la plataforma
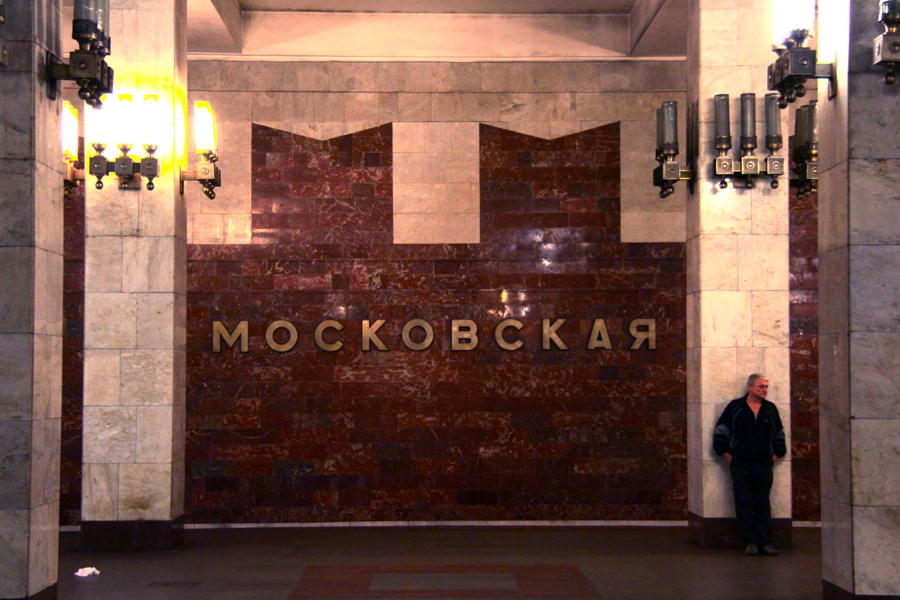
Nombre de la estación en la pared de la pista
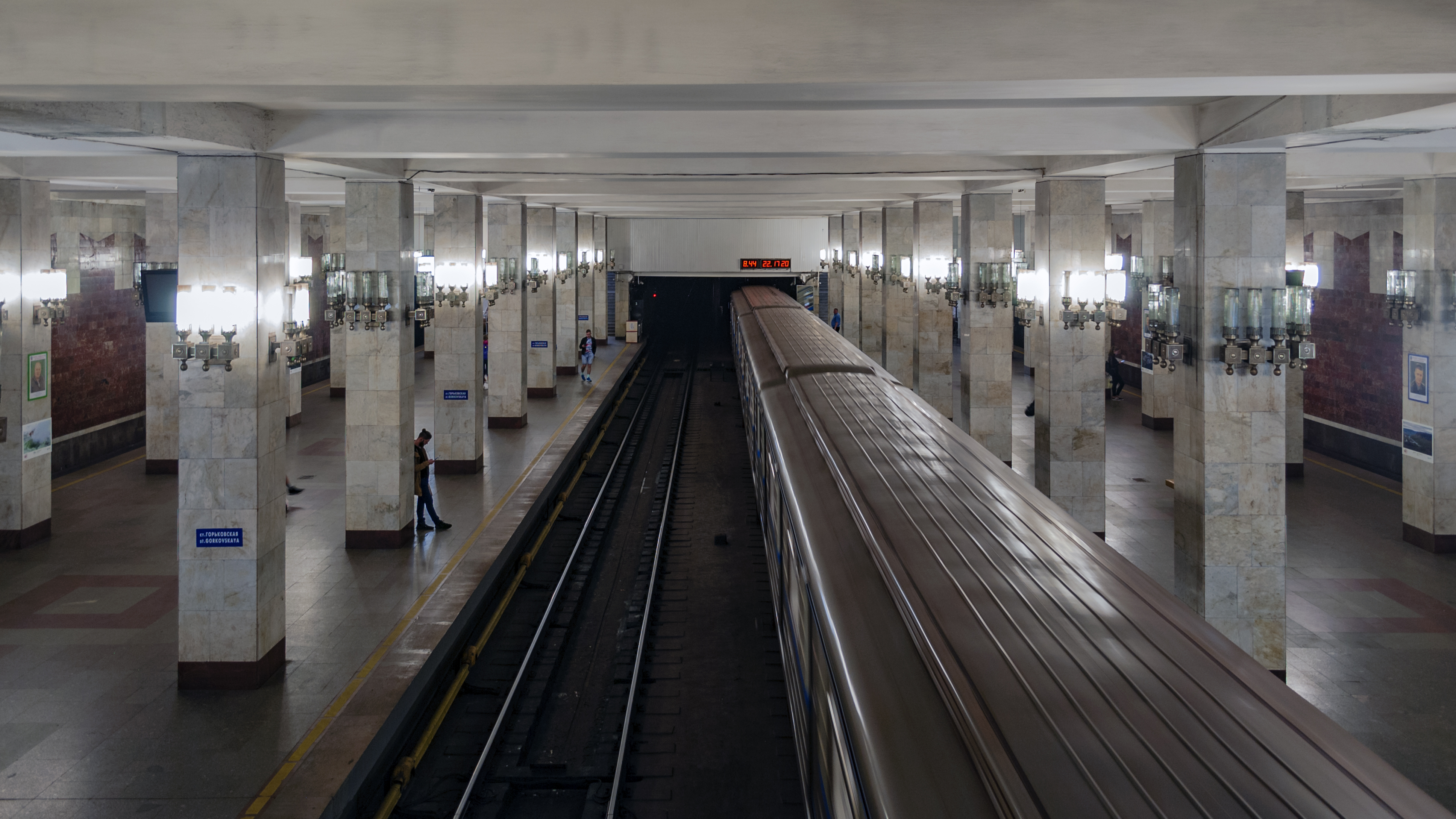
El tren está en la vía central. Vista desde el puente
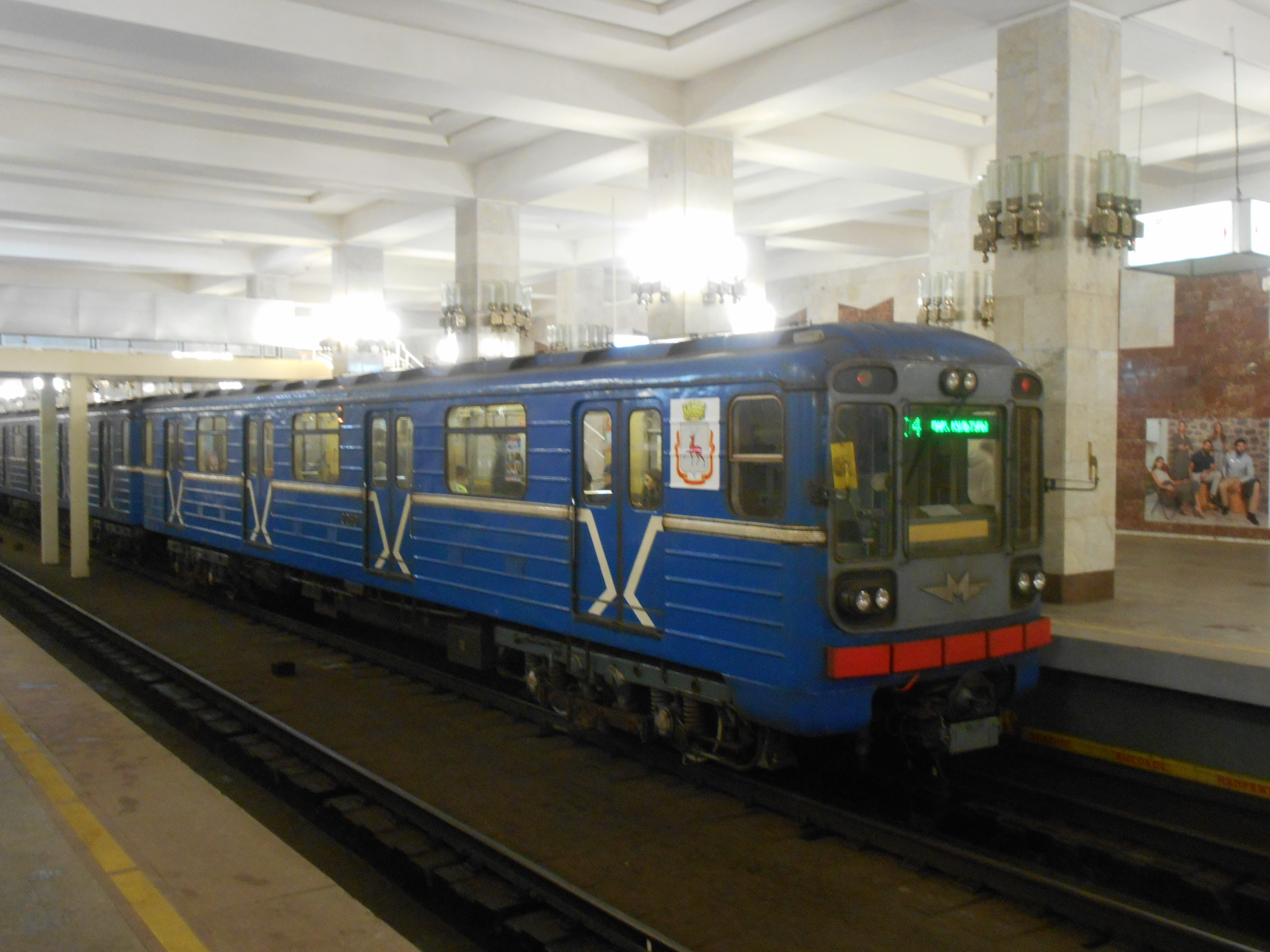
Entrene en la vía de la estación central. Línea 1
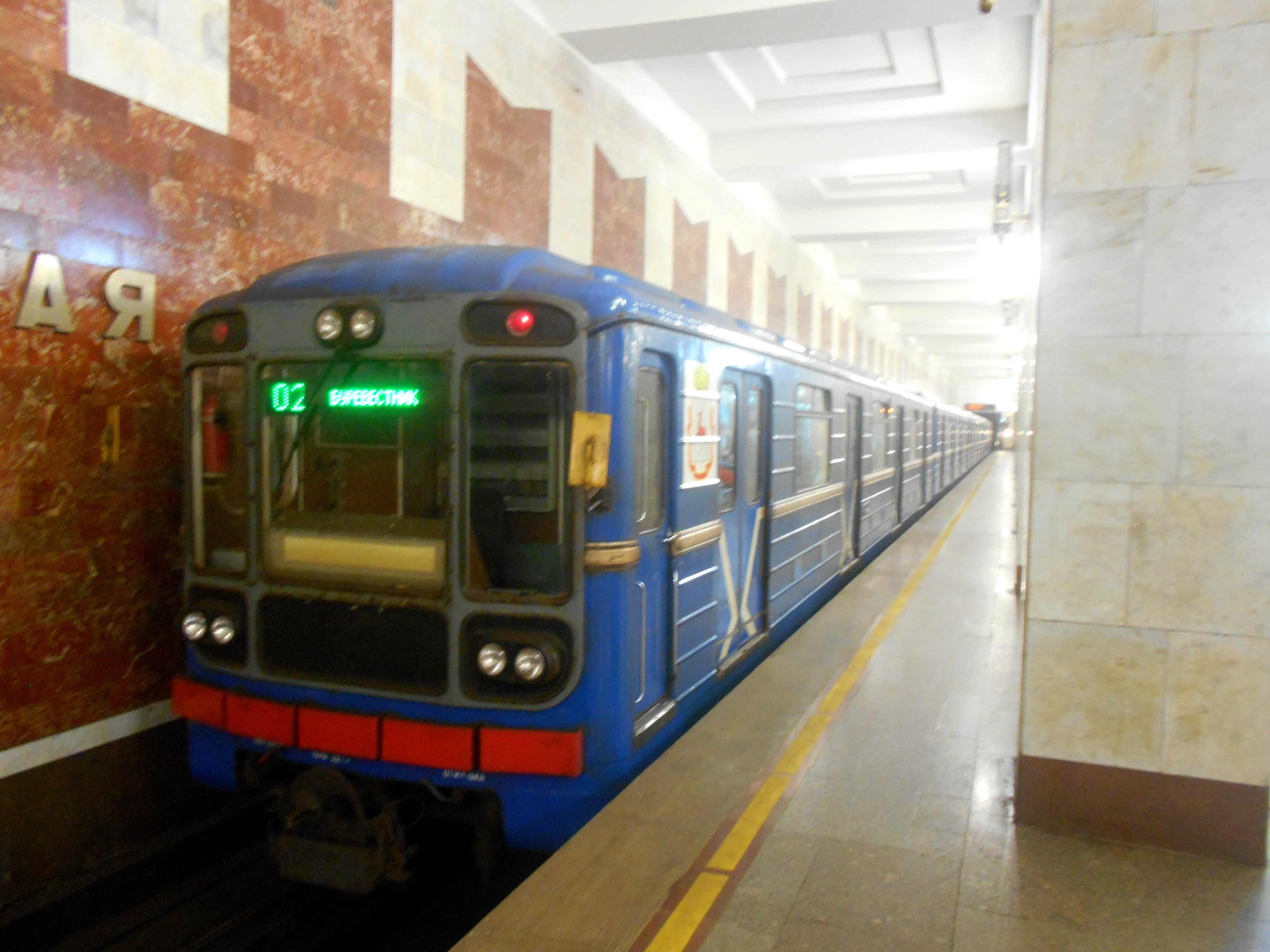
El tren está en la vía lateral de la estación. Línea 2